# بوکا چیکا
بوکا چیکا (به لاتین: Boca Chica) یک منطقهٔ مسکونی در جمهوری دومینیکن است که در استان سانتو دومینیگو واقع شده‌است. بوکا چیکا ۱۴۵٫۶۷ کیلومتر مربع مساحت و ۱۲۳٬۵۱۰ نفر جمعیت دارد.